# ممرض ممارس متقدم
الممرض الممارس المتقدم هو ممرض حائز على شهادة دراسات عليا في التمريض، ويتأهل من خلال تزويده بالتعليم المتقدم والتعليم السريري والمعرفة والمهارات ونطاق الممارسة في التمريض.
يحدد التمريض الممارس المتقدم مستوى من ممارسة التمريض يُستخدم فيه المهارات والخبرات والمعرفة الممتدة والموسعة في التقييم والتخطيط والتنفيذ والتشخيص وتقييم الرعاية المطلوبة. يتأهل الممرض الممارس تعليميًا لمستوى الدراسات العليا وقد يعمل إما بصفة تخصصية أو كخبير ضمن المجال العام.
ومع ذلك، فإن أساس الممارسة المتقدمة هو درجة عالية من المعرفة والمهارة والخبرة التي تُطبق في العلاقة بين الممرض والعميل/المريض لتحقيق النتائج المثلى من خلال التحليل النقدي وحل المشكلات واتخاذ القرارات المسندة بالدلائل.

## التعليم والاعتماد والشهادة
يُظهر التمريض الممارس المتقدم التكامل الفعال للنظرية والممارسة والخبرات جنبًا إلى جنب مع درجات متزايدة من الاستقلالية على صعيد الأحكام والتدخلات. صُمم التعليم المكثف على مستوى الدراسات العليا لتعليم الممرضين الممارسين المتقدمين اللجوء إلى منهجيات مختلفة عند اتخاذ القرارات وإدارة رعاية الأفراد والمجموعات، والانخراط في ممارسات تعاونية مع المريض أو العميل لتحقيق أفضل النتائج؛ توفير بيئة داعمة للزملاء؛ إدارة استخدام الموظفين والموارد المادية؛ الانخراط في ممارسة تمريضية مُبررة أخلاقيًا؛ حماية حقوق الأفراد والجماعات؛ الانخراط في أنشطة لتحسين ممارسة التمريض؛ تطوير العلاقات العلاجية والرعاية؛ استيفاء متطلبات المهنة السلوكية؛ العمل على تعزيز التطوير المهني للذات؛ والعمل وفقا للتشريعات والقانون العام التي تخص ممارسة التمريض.
يشكل تعليم التمريض الممارس المتقدم أساس أربعة مجالات عامة معترف بها من التخصص:
- أخصائي تمريض سريري
- ممرض مخدر
- ممرضة قابلة
- ممرض ممارس

في حين أن التعليم والاعتماد والشهادة هي مكونات ضرورية لنهج شامل لإعداد الممرضين الممارسين المتقدمين، تُنظم هذه الأدوار من خلال التشريعات واللوائح المهنية المحددة وهذا يسمح بالوصف والإحالة، وتعويض التأمين، وقبول الامتيازات في مرافق الرعاية الصحية. في الولايات المتحدة الأمريكية، تخضع هيئات إصدار التراخيص للوائح وأنظمة الولاية وهم الحكام النهائيون لمن يُعترف بممارسته داخل ولاية معينة. في حين أن الممرضين الممارسين المتقدمين يتلقون تعليمًا مختلفًا بناءً على تخصصهم المحدد، فإنهم يُدربون جميعًا في الوقت الحالي على مستوى الدراسات العليا ويطلب منهم حيازة شهادة ماجستير على الأقل، ومجال تركيزهم عمومًا هو شهادة ماجستير في علوم التمريض.
في عام 2004، أوصت الرابطة الأمريكية لكليات التمريض (AICN) بالاشتراك مع المجلس الوطني لمجالس التمريض (إن سي إس بي إن) بأن يقوم الممرضون الممارسون المتقدمون المسجلون بنقل درجتهم إلى الدكتوراه بحلول عام 2015. وفقًا لذلك، يُنصح بجميع برامج التدريب لنيل درجة التمريض الممارس المتقدم (ولكن ليس مفروضًا حتى الآن) لتحويل درجة الماجستير الخاصة بهم إلى درجة دكتوراه في ممارسة التمريض بحلول عام 2015. على الرغم من أن الجمعية الأمريكية لأطباء التخدير وافقت على هذه التوصية، إلا أنها لا تتطلب الامتثال للبرنامج حتى عام 2025.
ستمنح غالبية البرامج درجة دكتوراه في ممارسة التمريض. نظرًا لأن 45% من برامج التخدير للمرضين موجود ضمن مدارس الصحة ذات الصلة، فإن هذه البرامج ستمنح درجة دكتوراه في ممارسة التمريض (دي إن إيه بّي). ستكون درجة الدكتوراه في التمريض هي الدرجة المباشرة والحد الأدنى من المتطلبات الأكاديمية للمرضين الممارسين المتقدمين المسجلين؛ وهي دكتوراه سريرية مبنية على الممارسة، ولكن لأنها ليست درجة التسجيل لمهنة التمريض (والتي تشمل التمريض الممارس المتقدم المسجل) فهي درجة نهائية.